# Сомотильо
Сомоти́льо (исп. Somotillo) — город и муниципалитет в северо-западной части Никарагуа, на территории департамента Чинандега.

## Географическое положение
Расположен на севере департамента, примерно в 206 км к северо-западу от столицы страны, города Манагуа, недалеко от границ с Гондурасом. Абсолютная высота — 36 метров над уровнем моря.

## История
1 декабря 1962 года населенный пункт получил статус города.
В начале 1980-х годов находившийся в 10 км от границы с Гондурасом городок Сомотильо являлся центром сельскохозяйственного района (на полях вокруг которого выращивали кукурузу, также в окрестностях имелись отличные пастбища). В период с ноября 1982 года до января 1983 года «контрас» практически ежедневно атаковали поселение. В результате, хозяйственная деятельность была дезорганизована, многие жители покинули селение, и здесь был расквартирован отряд пограничников. После появления поста пограничников атаки временно прекратились, но в марте 1983 года городок атаковали регулярные части гондурасской армии. Министерство иностранных дел Никарагуа сделало по этому поводу официальный протест правительству Гондураса.
10 января 1985 года «контрас» взорвали две мачты высоковольтной линии электропередач в районе н.п. Сомотильо.
Осенью 1998 года городок пострадал от урагана "Митч"

## Население
В 2013 году численность населения города составляла 16 197 человек.
Динамика численности населения города по годам:
| 1971  | 1995  | 2000   | 2005   | 2013   |
| ----- | ----- | ------ | ------ | ------ |
| 1 853 | 9 891 | 13 165 | 13 290 | 16 197 |

## Экономика
Экономика Сомотильо основана на сельском хозяйстве, основные культуры которого — маис, пшеница и хлопок. Имеет место животноводство. Почвы в районе города имеют вулканическое происхождение и отличаются высоким плодородием.

## Города-побратимы
- Беннингтон, США